# William Henzell
Pour les articles homonymes, voir Henzel.
William Henzell (né le 23 mars 1982) est un pongiste australien. Il est né à Adélaïde puis il est parti en Suède à l'âge de quatorze ans. Son meilleur classement mondial est 128e en 2008.
Il représente son pays lors des Jeux olympiques de 2004 à Athènes et aux Jeux olympiques de 2008 à Pékin, où il pose des problèmes au champion chinois Wang Liqin. Il participé à six championnats du monde.

## Palmarès
- Médaille d'argent aux jeux du Commonwealth en 2006
- Sept fois Champion d'Australie
- Champion d'Océanie en 2004, 2006 et 2010
- no 1 en Océanie et en Australie[2].